# コンラート・フォン・テューリンゲン
コンラート・フォン・テューリンゲン（Konrad von Thüringen, 1206年頃 - 1240年7月24日）は、ドイツ騎士団第5代総長。テューリンゲン方伯ヘルマン1世とバイエルン公オットー1世の娘ゾフィアの末子。ルートヴィヒ4世、ハインリヒ・ラスペの弟。グーデンスベルク伯としてヘッセンを支配した。コンラート・ラスペ（Konrad Raspe）とも呼ばれる。

## 経歴

### ヘッセンの支配者
1227年に長兄ルートヴィヒ4世が第6回十字軍に従軍中に急死すると、甥のヘルマン2世がまだ幼かったため、次兄ハインリヒ・ラスペが摂政として実質的にテューリンゲンの支配を継承した。コンラートはルードヴィング家の慣習に従い、グーデンスベルク伯としてテューリンゲン方伯領のうちヘッセンの支配を代行し、兄（形式上は甥のヘルマン2世）を助けた。そのためマールブルクに滞在することが多かった。ヘッセンに隣接する地域を支配するマインツ大司教ジークフリート3世と対立し、衝突を繰り返すようになる。ヘッセンのほかの領邦君主であるバッテンベルク伯、ツィーゲンハイン伯などと攻守同盟を結び、マインツ大司教に対抗した。
1231年、長兄の未亡人エリーザベトがマールブルクで死去した。エリーザベトは貧民や病人の救済に尽くしてマールブルクに病院を設立していたが、遺された病院は聖ヨハネ騎士団に相続されることになった。ところがエリーザベトの師父であるフランシスコ会修道士コンラート・フォン・マールブルクがヨハネ騎士団の相続に反対し、地元領主のテューリンゲン方伯に相続させた。ヨハネ騎士団はマインツ大司教の支援を受けていたためだった。同年ハインリヒ・ラスペはローマ教皇グレゴリウス9世に病院の相続権を認めるよう申し立て、修道士コンラートの証言などにより翌年8月にヨハネ騎士団の相続権請求は却下された。
1232年11月、コンラートはマインツ大司教に属するフリッツラーを攻撃し、3ヶ月におよぶ攻城の末これを攻略、町を完全に破壊して住民のほとんどを殺戮し、教会を略奪した。これが教皇の怒りを買い、コンラートは破門された。コンラートは許しを請うため、1234年夏にローマへ巡礼し、ようやく破門を解かれた。ローマ滞在中にコンラートはマールブルクの病院をドイツ騎士団に寄進し、さらにドイツ騎士団に寄進を行うことで教皇の歓心を買い、義姉エリザベートが列聖されるよう尽力した。ドイツに戻ったコンラートは自らの出資と贖宥状の販売で得た資金で、フリッツラーで自らが略奪した教会を再建すると共に、マールブルクでの聖エリーザベト教会建設に着手した。

### ドイツ騎士団総長

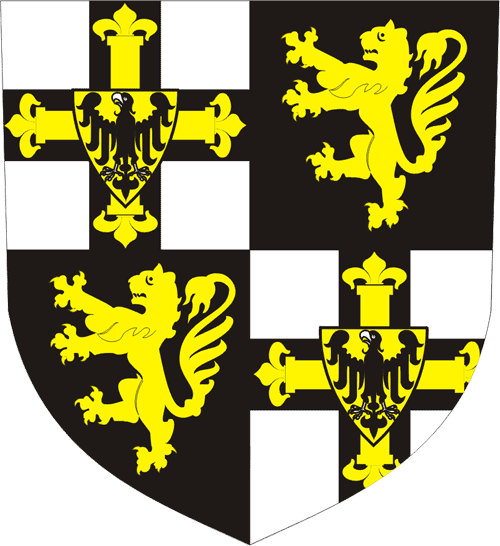
ドイツ騎士団総長コンラートの紋章

1234年11月、コンラートはグーデンスベルク伯の地位を捨ててドイツ騎士団に加盟した。その頃エリーザベトの列聖調査が進んでおり、コンラートはマールブルクでその調査団を迎えると共に、自ら教皇の許に赴いたと思われる。翌1235年の聖霊降臨祭の日、教皇はペルージャでエリーザベトを列聖した。マールブルクは巡礼地として経済的繁栄を享受することになる。
1239年、コンラートはドイツ騎士団総長に就任した。世人は外交能力に長けた前任者ヘルマン・フォン・ザルツァの後任として、教皇とも神聖ローマ皇帝とも良好な関係をもっていたルートヴィング家出身のコンラートは適任と見た。コンラートはルートヴィング家のテューリンゲンにおける支配を強固なものとすることに努め、また兄ハインリヒ・ラスペや宿敵だったマインツ大司教ジークフリートと協力して、教皇と皇帝フリードリヒ2世の間を調停した。しかし就任の翌年、ドイツ騎士団総長として赴いたローマでコンラートは急病になり、1240年7月24日に死去した。遺体は彼が着工し、まだ建設中だったマールブルクのエリーザベト教会に葬られた。